# Linienpeilung

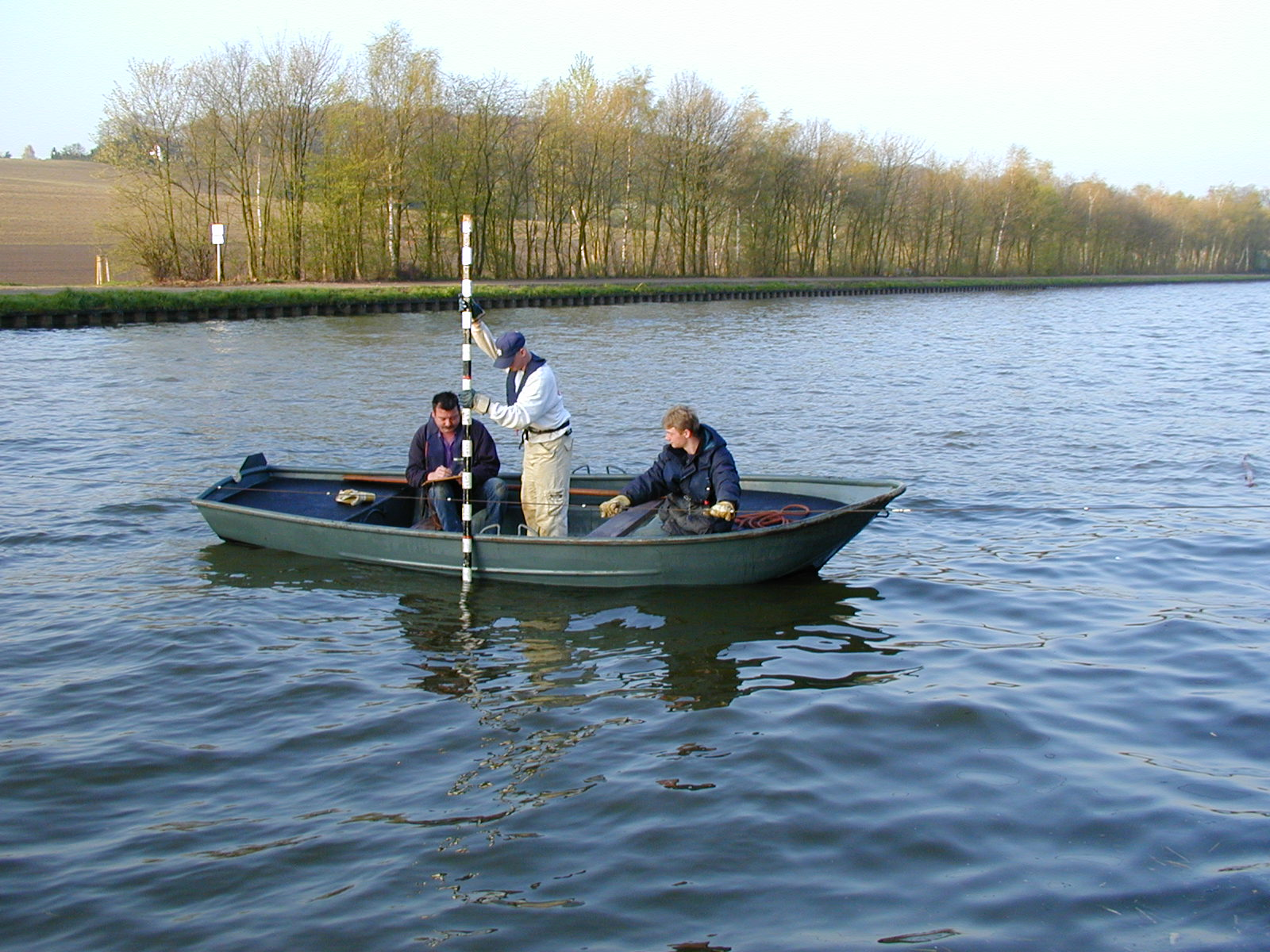
Linienpeilung

Bei einer Linienpeilung wird ein Profil des Gewässerbodens längs einer vorgegebenen Linie (Segmentlinie) erzeugt. Früher wurde dazu ein Peildraht (Draht mit Meter-Markierungen) gespannt und an den Marken die Wassertiefe mit einer Peilstange (Schlaggerte) auf Dezimeter gemessen. Das Prinzip ist heute unverändert, nur wird die Tiefeninformation statt mit der Peilstange mit einem Echolot und die Position mittels GPS bestimmt. Die Daten werden heute per Computer gespeichert und weiter verarbeitet.